# 大衛·布魯
大衛·布魯（英語：David Blue；1982年1月17日—）是一位美國演員。他最著名的作品包括醜女貝蒂。大衛是三人兄弟中的么子。

## 影视
| 2009–2011 | 星際之門：宇宙（Stargate Universe） | Eli Wallace |  |

## 外部連結
- 官方网站
- 大衛·布魯在互联网电影资料库（IMDb）上的資料（英文）